# Ommatius retrahens
Ommatius retrahens är en tvåvingeart som beskrevs av Walker 1858. Ommatius retrahens ingår i släktet Ommatius och familjen rovflugor. Inga underarter finns listade i Catalogue of Life.